# 糸島市立志摩中学校
糸島市立志摩中学校（いとしましりつしまちゅうがっこう）は、福岡県糸島市志摩小金丸にある公立中学校である。

## 概要
糸島市北部、志摩地域中央部の県道54号線沿いに位置する。県道54号線を挟んだ向かい側は海岸となっており玄界灘に近い。姫島を除く旧志摩町域の各小学校（桜野小学校、可也小学校、引津小学校）の校区を通学区域とする。
姫島島内の志摩姫島976番地に姫島分校を設置している。分校は姫島全域（姫島小学校校区）を通学区域とする。

## 制服
2021年4月1日より、新2年生・新3年生においては、ネクタイ（男子）とリボン（女子）が廃止となる。また、女子のスカートは、吊り紐の無いデザインに変更される。
- 男子　
  - 冬服はブレザー、デザイン入りカッターシャツ(2年生、3年生は旧カッターシャツも可)、スラックスである。
  - 夏服はデザイン入りカッターシャツ(2年生、3年生は旧カッターシャツも可)またはポロシャツ、スラックスである。
- 女子　
  - 冬服はブレザー、デザイン入りカッターシャツ(2年生、3年生はブラウスも可)、スラックスまたはスカートである。
    - 夏服はデザイン入りカッターシャツまたはポロシャツ(2年生、3年生はブラウスも可)、スラックスまたはスカートである。
      - 詳細は令和３年度 制服リニューアルおよび選択制の導入について（お知らせ）を参照。

## 主な出身者
- 白仁田寛和（プロ野球選手）
- 宗真一郎（柔道選手）
- 須田邦裕（俳優）
- 西﨑聡（プロ野球選手）